# Kadelburg (Wallburg)
Die Herkunft der Ortsbezeichnung Kadelburg ist bis heute nicht eindeutig erschlossen. Man vermutet auf dem Areal der heutigen ev. Bergkirche und dem daneben positionierten Friedhofsgelände, genannt „Bürgelen“, sowohl eine mittelalterliche Besiedlung als auch eine Nutzung bereits in keltischer Zeit. Reste einer im Volksmund als Keltenwall bezeichneten Wallanlage (s. Abb.) sind noch vorhanden. 1963 konnte der Heimatforscher Egon Gersbach Reste der Befestigungsanlagen verzeichnen. Es fehlt aber noch eine ordentliche geophysikalische und evtl. archäologische Erschließung des Geländes.
Ebenso ist in Kadelburg mündlich überliefert die ehemalige Existenz eines römischen Wachturms (lat. burgus) an der Stelle der Bergkirche mit Blick auf den beidseitigen Verlauf des Rheins am Rheinknie und mit Blickkontakt zum wissenschaftlich nachgewiesenen römischen Wachturm bei Koblenz (CH). Er diente möglicherweise der Absicherung der auf Schweizer Seite verlaufenden römischen Heerstraße, welche durch eine römische Siedlung im Bereich des heutigen Zurzachs mit Brücke über den Rhein führte.
Im Weiteren vermutete bereits Dr. Emil Müller in seiner 1956 verfassten Dorfchronik „Aus der Geschichte des Dorfes Kadelburg“ eine keltische Viereckschanze im Gewann „Egghau“ am östlichen Ausgang des Ortes. Diese war zu jener Zeit noch deutlich als von Menschen gemacht erkennbar, wurde aber durch den Straßenbau nach Dangstetten und intensive landwirtschaftliche Nutzung erheblich verändert. Eine LIDAR-Aufnahme des Landesdenkmalamtes, in Auftrag gegeben durch Prof. Dr. Dirk Krausse. verzeichnet diese Formation als ´auffällig´.

## Topographie
„Nördlich des Ortes schiebt sich ein beinahe rechteckiges Hochplateau, das aus Schichten des Doggers und einer Schotterkappe besteht, aus der Südabdachung des Klettgauranden weit nach Südwesten in das Rheintal vor.“

## Befestigungsspuren
An der Südwestecke der Hochfläche wurde ein dreieckförmiges Teilstück mit rundum steilen Halden herauserodiert, das in der Längsstreckung knapp 150 Meter misst und zum schmalen Ende hin mit einem Wall abgeriegelt war. „Der Wall erstreckte sich 1949 nach Süden in gerader Flucht noch 35 m weit in die Fläche hinein [...], 1963 war dieses Wallstück bis auf einen kurzen Stummel von 10 m Länge abgetragen und der vorgelagerte Graben mit dem angefallenen Lockermaterial verfüllt worden.“ Ein Pfad der von der Straße zur Hochfläche „in steilem Anstieg die Plateauböschung erklimmt, markiert fraglos den einstigen Zugang zur Befestigung.“

## Umfeld und heutige Bebauung
An der Südostecke der Bergzunge steht „heute die ev. Pfarrkirche, an die sich nach Westen der Dorffriedhof anschließt. [...] Die [ehemals] befestigte Innenfläche umfaßt die Fluren ‚Kirchwiesen‘ und ‚Spitzäcker‘, [...] außerhalb schließt unmittelbar das Gewann ‚Im grauen Stein‘ an, das die Erinnerung an einen ‚Grauen Stein‘ bewahrt, der möglicherweise das Symbol eines Hochgerichts gewesen ist, das dicht bei der frühmittelalterlichen Burg lag.“
Bei einer Begehung im November 2017 konnten folgende Feststellungen gemacht werden: Der ‚steile Anstieg zur Plateauböschung‘ wird heute die direkt zum Eingangsportal der Bergkirche führende Treppe sein. Der großflächig angelegte Friedhof nimmt heute fast das ganze Plateau ein. Unweit vom Kriegerdenkmal befindet sich eine Sitzbank neben einer wallartigen Erhebung – vermutlich der von Gersbach 1963 noch beobachtete „kurze Stummel“ des abriegelnden Walles.
Gersbach schreibt auch, dass „zwischen der Burg und dem alamannischen Gräberfeld zu Füßen direkte Beziehungen stehen (könnten).“

## Alamannisches Gräberfeld
Unter den Funden in alemannischen Gräbern sind hervorzuheben eine große silberne, mit Gold überzogene Spange und zwei silberne Ohrringe, die wohl einer reichen Alemannensippe gehörten. Eine Anzahl Tonperlen und Teile eines feinen, dünnen Bronzearmringes wurden ebenfalls gefunden. Eine besonders interessantes Fundstück ist ein roter Teller von roher Terra sigillata.